# Zdislava

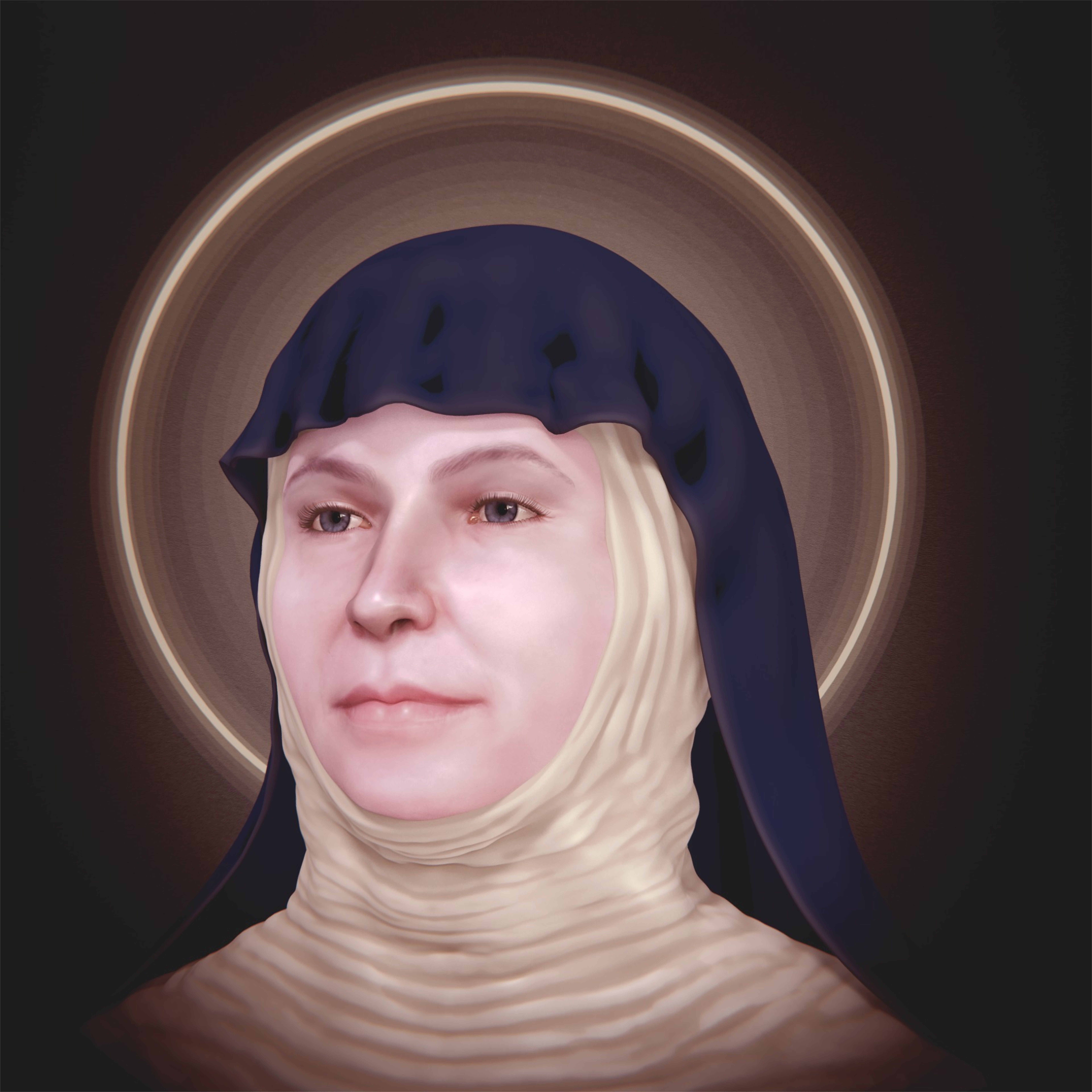
Zdislava von Lämberg

Die heilige Zdislava von Lämberg (* nach 1220; † 1252 auf Schloss Lämberg bei Gabel (Jablonné v Podještědí), Nordböhmen) wird in Böhmen als Schutzheilige der Armen und Leidenden verehrt.

## Leben
Zdislava war die Tochter des Přibyslav von Křižanov, der sich um 1220 mit der noch jungen Witwe Sibylle vermählte, deren verstorbener Ehemann der Adlige Bohuš gewesen war und die im Gefolge der Kunigunde von Staufen nach Böhmen gekommen war.
1238 wurde Zdislava mit Gallus von Lemberg (Havel z Lemberka, lateinisch Gallus de Yablonni; † 1253) vermählt, dessen Vorfahren die Markwartinger waren und der die Städte Gabel sowie Habelschwerdt im Glatzer Land gegründet haben soll. Aus der Ehe gingen die Söhne Gallus II., Jaroslav und Zdislav sowie die Tochter Margarete hervor.
Um 1240 ließ Gallus von Lämberg die Kommende und das Hospital der Johanniter in Böhmisch Aicha errichten. 1252 stiftete Zdislava für Gabel das Dominikanerkloster mit der St.-Laurentius-Kirche.
Als Terziarin des Dominikanerordens wirkte Zdislava als Wohltäterin für Arme, Kranke und an Lepra Leidende. Sie wurde in der Gruft der Laurentiuskirche in Gabel bestattet, schon bald als wundertätig verehrt und um Beistand angefleht.

## Verehrung und Heiligsprechung

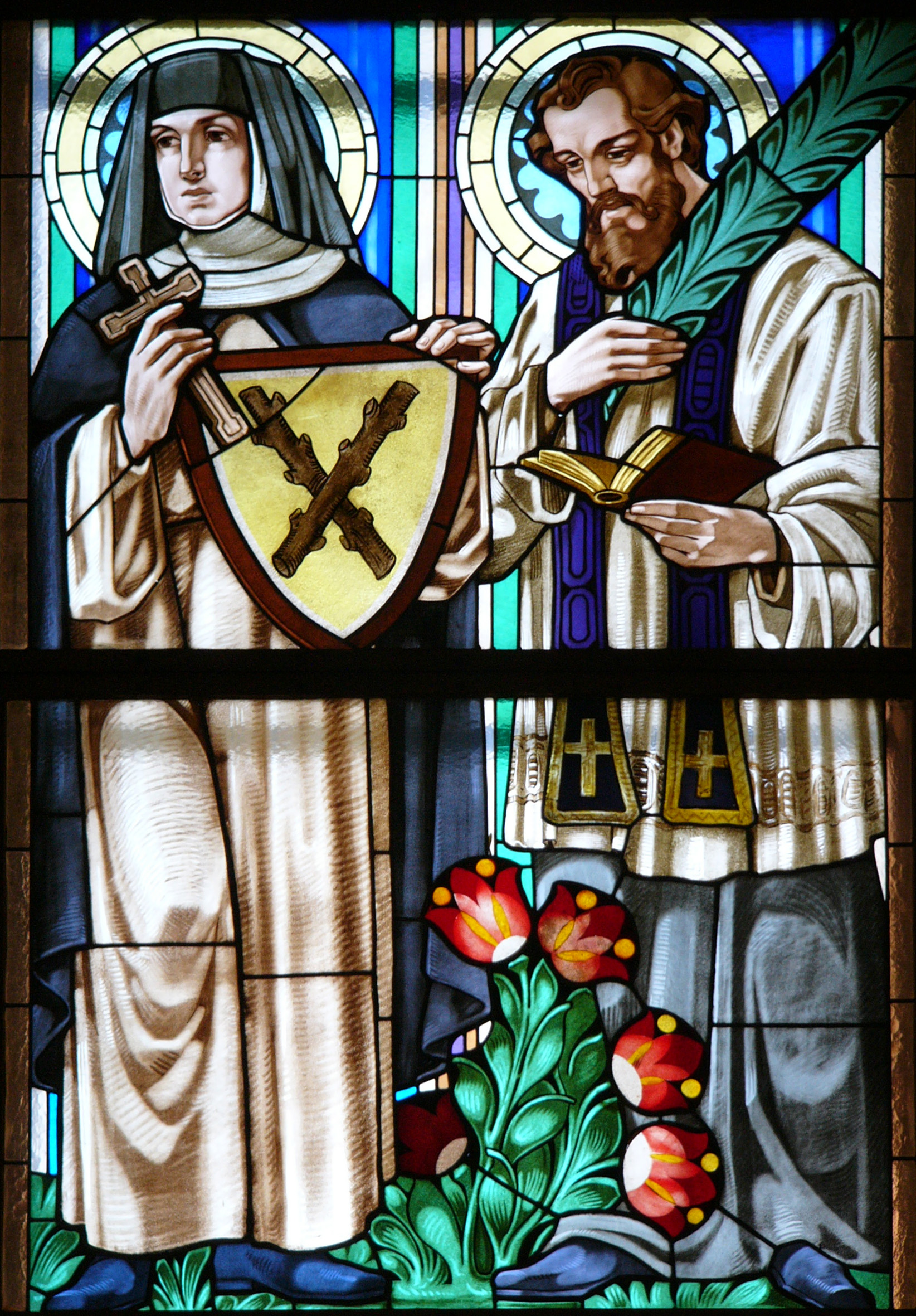
Zdislava von Lämberg

Bereits im 14. Jahrhundert berichtete der böhmische Chronist Dalimil über Zdislavas Heilungen von Kranken und die ihr zugeschriebene Auferweckung von fünf Toten.
Franz Anton (František Antonín) Berka von Dubá (1635–1706), der ein großer Verehrer seiner Vorfahrin Zdislava war, veranlasste Ende des 17. Jahrhunderts den Neubau der St.-Laurentius-Kirche. Sie wurde von Johann Lucas von Hildebrandt nach dem Vorbild der Wiener Peterskirche entworfen. Nach dem Tod des Grafen Franz Anton Berka von Dubá 1706 wurde der Bau von Franziska (Františka) Božena Rozálie Berka von Dubá († 1718), die seit 1679 mit Wilhelm (Vilém) Leopold Kinský von Vchynic († 1709) verheiratet war, fortgesetzt.
Spätere Forschungen ergaben, dass auch die Familie der Waldstein mit Zdislava verwandt war. Trotz der Bemühungen der Berka von Dubá erfolgte zunächst keine päpstliche Bestätigung der Erhebung Zdislavas zur Seligen der katholischen Kirche. Dies geschah erst 1907 durch Papst Pius X. 1908 wurden ihre Reliquien in diesen Stand erhoben.
Auch nach der Machtübernahme der Tschechoslowakei durch die Kommunisten 1948 bemühte sich ab 1949 der damalige Bischof von Leitmeritz Stepán Trochta um Zdislavas Heiligsprechung, die jedoch erst am 21. Mai 1995 durch Papst Johannes Paul II. erfolgte. Ihr nicht gebotener Gedenktag ist der 30. Mai, im Dominikanerorden wird ihr am 4. Januar gedacht.

## Andenken
Am Wallfahrtsberg Svatá hora befindet sich eine Gedenkstätte. Eine Zdislava geweihte Kirche befindet sich seit 1994 in Lavičky. 1996 wurde die Laurentiuskirche von Jablonné v Podještědí, in der die Reliquien der Heiligen verehrt werden, zur Basilica minor erhoben und das Patrozinium der hl. Zdislava hinzugefügt.